# Trigger (databasteknik)
En databastrigger är en speciell programkod som körs när specifika åtgärder inträffar i en databas. De flesta triggers definieras för att köras när ändringar görs i en tabells data. Triggers kan definieras så att de körs före eller efter åtgärder som INSERT, UPDATE och DELETE.
Triggers möjliggör för databasdesignern att se till att vissa åtgärder utförs, till exempel att göra så att vissa kontroller slutförs oavsett vilket program eller användare som gör ändringar i uppgifterna.
Triggers och deras implementeringar är specifika för databasleverantörer.